# Hermann II. (Hessen)
Hermann II. von Hessen (* um 1342 auf Burg Grebenstein; † 10. Juni 1413), auch der Gelehrte genannt, war ab 1367 Mitregent und später Landgraf von Hessen.

## Leben
Hermann von Hessen, genannt „der Gelehrte“, wurde um 1342 als Sohn des Landgrafen-Bruders Ludwig (* 1305; † 6. Februar 1345) auf der Burg Grebenstein bei Kassel geboren. Er war, wie auch sein Bruder Otto, für eine kirchliche Laufbahn vorgesehen, studierte in Paris und Prag, und wurde Propst im Petersstift Nörten und angeblich auch Domherr in Magdeburg und Trier.
Nach dem Tode des vorgesehenen Thronerben Otto („der Schütz“), des Sohnes des Landgrafen Heinrich II. (* vor 1302; † 3. Juni 1376), im Dezember 1366 berief Heinrich II. seinen Neffen Hermann im Jahre 1367 zum Mitregenten. Da dieser bisher nur die niederen Weihen empfangen hatte, war es ihm ohne größere Schwierigkeiten möglich, den geistlichen Stand zu verlassen.
Im Sternerkrieg hatten sich die Kassen des Landes und des Landgrafen weitestgehend geleert. Nach seinem Regierungsantritt entschloss sich Landgraf Hermann deshalb zur Erhebung einer neuen Steuer auf alle eingeführten Lebensmittel, Kleiderstoffe und Metallwaren. Die neue Steuer führte zu Unmut bei Adel und Bürgern. Die Abgeordneten der Städte Niederhessens und der Werralandschaft beschlossen am 11. Januar 1376 bei einer Zusammenkunft im Altstädter Rathaus in Kassel, diese Steuer unter allen Umständen zu verweigern und bildeten einen Städtebund. Diesem Bund schloss sich 1378 der Adel an und gemeinsam besetzte man die landgräfliche Burg in Kassel. Erst auf Vermittlung des Landgrafen Balthasar von Thüringen kam es im Mai 1378 zu einem Vergleich. Eine Anzahl von Kasseler Bürgern wurde allerdings später dennoch hingerichtet. Zudem wurde die Sonderverwaltung der drei Kasseler Städte (Altstadt, Neustadt und Freiheit) aufgehoben und in den Städten Spangenberg (1377), Melsungen (1379) und Rotenburg/Fulda (1384) wurde die Verwaltung wieder stärker der landesherrlichen Kontrolle unterworfen.
In Kassel erließ Landgraf Hermann im Jahre 1384 sogar eine völlig neue Verfassung, in der die Stadt ihre Selbständigkeit verlor und er sich selbst zum unumschränkten Herrscher machte. Die Bürger wandten sich deshalb wieder an Balthasar von Thüringen. Dieser verbündete sich mit dem Herzog Otto I. von Braunschweig-Göttingen und mit dem Erzbischof Adolf von Mainz gegen Hermann von Hessen. 1388 eroberte er Eschwege und Sontra. Insgesamt griffen die verbündeten Truppen die Stadt Kassel drei Mal erfolglos an. Eine Wende trat ein, als der Mainzer Erzbischof Adolf 1390 starb und Hermann 1394 mit dessen Nachfolger Konrad von Weinsberg zu einem Ausgleich kam, der im Frankfurter Frieden besiegelt wurde. Im Jahr 1400 folgte der Friedberger Frieden mit Mainz und Braunschweig, nachdem Herzog Friedrich von Braunschweig-Lüneburg bei Fritzlar von Graf Heinrich VII. von Waldeck und dessen Kumpanen ermordet worden war.
Landgraf Hermann II. konnte sein Herrschaftsgebiet in dieser Zeit erweitern. Im Jahre 1399 nahm er Ulrichstein (durch Kauf) und bald darauf Schotten am Vogelsberg (ebenfalls durch Kauf) in Besitz. Dem folgte 1402 Hauneck und 1406 Vacha.

## Ehen und Nachkommen
Hermann II. war zweimal verheiratet. Zuerst mit einer Tochter des gefürsteten Grafen Johann I. zu Nassau-Weilburg, doch seine 1377 geschlossene Ehe mit Johanna von Nassau-Weilburg (1355–1383) blieb kinderlos. Nach Johannas Tod heiratete er 1383 in zweiter Ehe Margarete von Nürnberg (1363–1406), Tochter des Burggrafen Friedrich V. von Nürnberg. Mit ihr hatte er acht Kinder, von denen allerdings nur drei das Kindesalter überlebten:
- Anna (1385–1386)
- Heinrich (1387–1394)
- Elisabeth (1388–1394). Das Geschwisterpaar Heinrich und Elisabeth, das innerhalb von zehn Tagen 1394 verstarb, wurde in einem Doppelgrab in der Marburger Elisabethkirche beigesetzt.
- Margarete (1389–1446), verheiratet mit Heinrich I. von Braunschweig-Lüneburg
- Agnes (1391–1471), verheiratet mit Otto von Braunschweig-Göttingen
- Hermann (1396–1406)
- Friedrich (1398–1402)
- Ludwig (1402–1458), folgte seinem Vater als Landgraf von Hessen